# Jakarta Persistence
Jakarta Persistence, noto anche come JPA (acronimo della vecchia denominazione Java Persistence API), è un framework per il linguaggio di programmazione Java che si occupa della gestione della persistenza dei dati di un DBMS relazionale nelle applicazioni che usano le piattaforme Java Platform, Standard Edition e Jakarta EE.
Le Java Persistence API sono state originate come parte del lavoro del JSR 220 Expert Group. Le JPA 2.0 sono il lavoro del JSR 317 Expert Group.

## Descrizione
La persistenza, in questo contesto, copre tre aree:
- le API stesse, definite nel package javax.persistence;
- il linguaggio Java Persistance Query Language (JPQL);
- la mappatura tra lo schema relazionale della base dati e le Entity, classi annotate che rappresentano oggetti della base dati, tale mappatura viene descritta anche con il termine di object-relational mapping.

Molti programmatori Java enterprise usano oggetti persistenti “leggeri” forniti da framework open source o Data Access Object (DAO) al posto degli entity beans. Gli entity beans e gli enterprise beans hanno la reputazione di essere troppo “pesanti” e complicati, e si ha l'impressione di poterli usare solamente in applicazioni server Java EE. Così molte delle funzioni dei framework di persistenza di terze-parti sono state incorporate nelle Java Persistence API, e a partire dal 2006 progetti come Hibernate (versione 3.2) e TopLink (versione Open-Source) hanno cominciato ad implementare le Java Persistence API.

## Storia
La data di rilascio finale delle specifiche JPA 1.0 è stata l'11 Maggio 2006 come parte del Java Community Process JSR 220. Le specifiche JPA 2.0 sono state rilasciate il 10 Dicembre 2009 ( La piattaforma Java EE 6 richiede le JPA 2.0 .) Le specifiche JPA 2.1 sono state rilasciate il 22 aprile 2013 ( Java EE 7 richiede le JPA 2.1 .)